# Partido Socialista Português
Il Partido Socialista Português (in italiano: Partito Socialista Portoghese) è stato un partito politico attivo in Portogallo negli anni 1875–1933.

## Storia
Il partito fu fondato il 10 gennaio 1875. Nei primi anni fu fortemente influenzato dalle idee di Pierre-Joseph Proudhon rifiutando il marxismo rivoluzionario.
Nel 1919 i membri di sinistra del partito uscirono e insieme agli anarco-sindacalisti formarono la Federação Maximalista Portuguesa (lett. Federazione massimalista portoghese). Il Partido Socialista si trovò così senza un vero sostegno di massa, ottenendo pochissimi seggi, alcune volte rimanendo fuori dal parlamento, alle elezioni legislative.
Nel 1925 il Partito affermava di aver raggiunti i 2 500 iscritti, mentre l'organizzazione sportiva vantava 3 000 membri. Nello stesso anno il Partito entrò a far parte dell'internazionale operaia socialista.
In seguito al colpo di Stato del 28 maggio 1926 il partito divenne l'unico tollerato dalla dittatura militare di Óscar Carmona. Il partito non condannò la dittatura e anzi prese le distanze dall'insurrezione repubblicana verificatasi nel febbraio 1927. La conferenza nazionale del 1930 decise che il partito avrebbe dovuto cooperare apertamente con il governo militare. Tutto cambiò con la promulgazione della Costituzione del 1933 che pose le fondamenta dell'Estado Novo di António de Oliveira Salazar e che vietava ogni partito eccetto l'Unione Nazionale. La direzione decise di conseguenza di sciogliere il partito.

## Risultati elettorali

### Congresso della Repubblica
| Data | Voti             | %                | Deputati         | +/-              | Senatori         | +/-              |
| ---- | ---------------- | ---------------- | ---------------- | ---------------- | ---------------- | ---------------- |
| 1911 | –                | –                | 2 / 234          | Stabile          |                  |                  |
| 1913 | –                | 2,0              | 2 / 153          | Stabile          | 2 / 66           | Stabile          |
| 1915 | 5 141            | 7,0              | 2 / 163          | Stabile          | 0 / 69           | 2                |
| 1918 | Boicottaggio     | Boicottaggio     | Boicottaggio     | Boicottaggio     | Boicottaggio     | Boicottaggio     |
| 1919 | –                | 13,0             | 8 / 163          | 6                | 0 / 74           | Stabile          |
| 1921 | –                | 0,0              | 0 / 163          | 8                | 0 / 71           | Stabile          |
| 1922 | Nessun candidato | Nessun candidato | Nessun candidato | Nessun candidato | Nessun candidato | Nessun candidato |
| 1925 | –                | –                | 2 / 163          | 2                | 2 / 73           | 2                |